# Elecciones provinciales de Misiones de 1995
El resultado estableció que Ramón Puerta fuera reelecto Gobernador con 49% de los votos, solo tres puntos sobre la suma de lemas de la UCR, lo que derivó en denuncias de fraude.

## Resultados

### Gobernador y vicegobernador
| Lema                     | Lema                                          | Sublema                 | Fórmula               | Fórmula               | Sublema               | Sublema               | Lema    | Lema  |
| Lema                     | Lema                                          | Sublema                 | Gobernador            | Vicegobernador        | Votos                 | %                     | Votos   | %     |
| ------------------------ | --------------------------------------------- | ----------------------- | --------------------- | --------------------- | --------------------- | --------------------- | ------- | ----- |
|                          | Frente Justicialista Popular                  | Frente para la Victoria | Ramón Puerta          | Julio Alberto Ifrán   | 164.832               | 94,29                 | 174.816 | 49,07 |
| Luchar por lo que Falta  | Frente Justicialista Popular                  |                         |                       | 5.125                 | 2,93                  |                       | 174.816 | 49,07 |
| Mi Gente, mi Pueblo      | Frente Justicialista Popular                  |                         |                       | 2.893                 | 1,65                  |                       | 174.816 | 49,07 |
| Tierra Roja              | Frente Justicialista Popular                  |                         |                       | 1.966                 | 1,12                  |                       | 174.816 | 49,07 |
|                          | Unión Cívica Radical                          | Línea Itapúa            | Fernando Llamosas     |                       | 61.960                | 37,57                 | 164.931 | 46,30 |
| Lista Verde              | Unión Cívica Radical                          | Ramón Closs             |                       | 52.254                | 31,68                 |                       | 164.931 | 46,30 |
| Alianza Social           | Unión Cívica Radical                          | Mario Losada            |                       | 44.979                | 27,27                 |                       | 164.931 | 46,30 |
| Corriente Transformadora | Unión Cívica Radical                          | Enrique de Arrechea     |                       | 5.738                 | 3,48                  |                       | 164.931 | 46,30 |
|                          | Frente País Solidario (FG - PI - PAIS - PSP)  | Proyecto Progresista    |                       |                       | 5.823                 | 62,61                 | 9.300   | 2,61  |
| Juntos para Ganar        | Frente País Solidario (FG - PI - PAIS - PSP)  |                         |                       | 2.041                 | 21,95                 |                       | 9.300   | 2,61  |
| Nuevo Espacio            | Frente País Solidario (FG - PI - PAIS - PSP)  |                         |                       | 1.436                 | 15,44                 |                       | 9.300   | 2,61  |
|                          | Movimiento por la Dignidad y la Independencia | Soberanía               |                       |                       | 4.150                 | 60,59                 | 6.849   | 1,92  |
| 2 de abril               | Movimiento por la Dignidad y la Independencia |                         |                       | 1.659                 | 24,22                 |                       | 6.849   | 1,92  |
| Dignidad                 | Movimiento por la Dignidad y la Independencia |                         |                       | 1.040                 | 15,18                 |                       | 6.849   | 1,92  |
|                          | Partido Comunista                             | —                       |                       |                       | —                     | —                     | 341     | 0,10  |
| Votos positivos          | Votos positivos                               | Votos positivos         | Votos positivos       | Votos positivos       | Votos positivos       | Votos positivos       | 356.237 | 96,72 |
| Votos en blanco          | Votos en blanco                               | Votos en blanco         | Votos en blanco       | Votos en blanco       | Votos en blanco       | Votos en blanco       | 10.370  | 2,82  |
| Votos anulados           | Votos anulados                                | Votos anulados          | Votos anulados        | Votos anulados        | Votos anulados        | Votos anulados        | 1.695   | 0,48  |
| Diferencia de actas      | Diferencia de actas                           | Diferencia de actas     | Diferencia de actas   | Diferencia de actas   | Diferencia de actas   | Diferencia de actas   | 26      | 0,01  |
| Participación            | Participación                                 | Participación           | Participación         | Participación         | Participación         | Participación         | 368.328 | 76,58 |
| Electores registrados    | Electores registrados                         | Electores registrados   | Electores registrados | Electores registrados | Electores registrados | Electores registrados | 480.975 | 100   |
| Fuente:                  |                                               |                         |                       |                       |                       |                       |         |       |

### Cámara de Representantes
| ← 1993 · Cámara de Representantes · 1997 → | ← 1993 · Cámara de Representantes · 1997 →    | ← 1993 · Cámara de Representantes · 1997 → | ← 1993 · Cámara de Representantes · 1997 → | ← 1993 · Cámara de Representantes · 1997 → | ← 1993 · Cámara de Representantes · 1997 → | ← 1993 · Cámara de Representantes · 1997 → | ← 1993 · Cámara de Representantes · 1997 → | ← 1993 · Cámara de Representantes · 1997 → |
| Lema                                       | Lema                                          | Sublema                                    | Sublema                                    | Sublema                                    | Sublema                                    | Lema                                       | Lema                                       | Lema                                       |
| Lema                                       | Lema                                          | Sublema                                    | Votos                                      | %                                          | Bancas                                     | Votos                                      | %                                          | Bancas                                     |
| ------------------------------------------ | --------------------------------------------- | ------------------------------------------ | ------------------------------------------ | ------------------------------------------ | ------------------------------------------ | ------------------------------------------ | ------------------------------------------ | ------------------------------------------ |
|                                            | Frente Justicialista Popular                  | Frente para la Victoria                    | 162.367                                    | 94,00                                      | —                                          | 172.734                                    | 48,97                                      | 10/20                                      |
| Luchar por lo que Falta                    | Frente Justicialista Popular                  | 5.273                                      | 3,05                                       | —                                          |                                            | 172.734                                    | 48,97                                      | 10/20                                      |
| Mi Gente. mi Pueblo                        | Frente Justicialista Popular                  | 3.055                                      | 1,77                                       | —                                          |                                            | 172.734                                    | 48,97                                      | 10/20                                      |
| Tierra Roja                                | Frente Justicialista Popular                  | 2.039                                      | 1,18                                       | —                                          |                                            | 172.734                                    | 48,97                                      | 10/20                                      |
|                                            | Unión Cívica Radical                          | Línea Itapúa                               | 59.004                                     | 36,41                                      | 4/20                                       | 162.058                                    | 45,95                                      | 10/20                                      |
| Lista Verde                                | Unión Cívica Radical                          | 52.544                                     | 32,42                                      | 3/20                                       |                                            | 162.058                                    | 45,95                                      | 10/20                                      |
| Alianza Social                             | Unión Cívica Radical                          | 44.591                                     | 27,52                                      | 3/20                                       |                                            | 162.058                                    | 45,95                                      | 10/20                                      |
| Corriente Transformadora                   | Unión Cívica Radical                          | 5.846                                      | 3,61                                       | —                                          |                                            | 162.058                                    | 45,95                                      | 10/20                                      |
|                                            | Frente País Solidario (FG - PI - PAIS - PSP)  | Proyecto Progresista                       | 6.622                                      | 63,30                                      | —                                          | 10.461                                     | 2,97                                       |                                            |
| Juntos para Ganar                          | Frente País Solidario (FG - PI - PAIS - PSP)  | 2.213                                      | 21,15                                      | —                                          |                                            | 10.461                                     | 2,97                                       |                                            |
| Nuevo Espacio                              | Frente País Solidario (FG - PI - PAIS - PSP)  | 1.626                                      | 15,54                                      | —                                          |                                            | 10.461                                     | 2,97                                       |                                            |
|                                            | Movimiento por la Dignidad y la Independencia | Soberanía                                  | 4.270                                      | 60,31                                      | —                                          | 7.080                                      | 2,01                                       |                                            |
| 2 de abril                                 | Movimiento por la Dignidad y la Independencia | 1.714                                      | 24,21                                      | —                                          |                                            | 7.080                                      | 2,01                                       |                                            |
| Dignidad                                   | Movimiento por la Dignidad y la Independencia | 1.095                                      | 15,47                                      | —                                          |                                            | 7.080                                      | 2,01                                       |                                            |
|                                            | Partido Comunista                             | —                                          | —                                          | —                                          | —                                          | 366                                        | 0,10                                       |                                            |
| Votos positivos                            | Votos positivos                               | Votos positivos                            | Votos positivos                            | Votos positivos                            | Votos positivos                            | 352.699                                    | 95,74                                      |                                            |
| Votos en blanco                            | Votos en blanco                               | Votos en blanco                            | Votos en blanco                            | Votos en blanco                            | Votos en blanco                            | 13.982                                     | 3,80                                       |                                            |
| Votos anulados                             | Votos anulados                                | Votos anulados                             | Votos anulados                             | Votos anulados                             | Votos anulados                             | 1.721                                      | 0,47                                       |                                            |
| Diferencia de actas                        | Diferencia de actas                           | Diferencia de actas                        | Diferencia de actas                        | Diferencia de actas                        | Diferencia de actas                        | 4                                          | 0,00                                       |                                            |
| Participación                              | Participación                                 | Participación                              | Participación                              | Participación                              | Participación                              | 368,328                                    | 76.58                                      |                                            |
| Electores registrados                      | Electores registrados                         | Electores registrados                      | Electores registrados                      | Electores registrados                      | Electores registrados                      | 480,975                                    | 100                                        |                                            |
| Fuente:                                    |                                               |                                            |                                            |                                            |                                            |                                            |                                            |                                            |